# واقعیت در نقاشی
حقیقت در نقاشی (به فرانسوی: La Vérité en peinture) نام کتابی فلسفی از ژاک دریدا است. این کتاب که مجموعه مقالات وی می‌باشد در سال ۱۹۷۸ توسط انتشارات فلاماریون منتشر شده‌است.

## موضوعات کتاب
دریدا در این کتاب پرسش‌های فلسفی متنوعی مطرح کرده و پاسخ‌هایی به این پرسش‌ها داده‌است. این پرسش‌ها دربارهٔ زیبایی‌شناسی در اثر هنر، نظم، مبنای اثر هنری، رجوع به نظریه کانت دربارهٔ کادر و… است.

## نظرات دریدا در این کتاب

### هنر و هنرمند
دریدا در این کتاب می‌نویسد که هنرمند مبنای هنر است و هنر و هنرمند بدون یکدیگر معنا ندارد.

### دسته‌بندی آثار هنری
دریدا آثار هنری را به دو دسته تقسیم می‌کند:
۱. آثار هنری که تصور متداول دیگران آنان را در رده هنر قرار داده.
۲. آثار هنری که باید در آنان پرسش‌یابی کرد تا به ذات هنری آنها رسید.

## بحث دریدا دربارهٔ زیبایی
دریدا در فصل دوم این کتاب دربارهٔ انواع زیبایی از جمله زیبایی در انسان بحث کرده‌است. از نظر دریدا زیبایی در انسان، موجودیتی آزاد نیست بلکه این نوع زیبایی تحت تأثیر وابستگی آن به قدرت تصور اوست.

## سبک نگارشی دریدا در این کتاب
سبک نگارشی دریدا در این کتاب شباهت به سبک نگارش دکارت در کتاب تأملات متافیزیکی Méditations métaphysiques دارد. دریدا نیز همانند دکارت با تاریخ‌مندی در نگارش بخش‌های این کتاب و رجوع به تفکرات روزهای ماقبل به پرسش‌هایی که به ذهن‌اش رسیده پاسخ داده‌است.